# Relations entre l’Égypte et le Maroc
Les relations entre l'Égypte et le Maroc font référence aux relations bilatérales entre le royaume du Maroc et la République arabe d'Égypte. Depuis l'indépendance, les deux nations entretiennent des relations chaleureuses. Les deux pays sont membres de la Ligue arabe, du GAFTA, de l'OMC, du Mouvement des pays non alignés, de l'Organisation de la coopération islamique, du Conseil de l'unité économique arabe et de l'ONU.

## Conflit du Sahara occidental
En 1999, l'Égypte a renouvelé son soutien à l'intégrité territoriale du Maroc. Mais, désireuse de soigner ses relations avec l'Algérie, principal soutien du Front Polisario, l'Egypte affiche une position de neutralité et demeure attachée aux résolutions onusiennes appelant à la tenue d'un référendum d'autodétermination. En janvier 2021, les autorités égyptiennes démentent une rumeur selon laquelle l'Egypte s'apprête à ouvrir un consulat à Laâyoune.

## Coopération économique
Le Maroc et l'Égypte sont tous deux signataires de l'Accord d'Agadir pour l'établissement d'une zone de libre-échange entre les nations arabes méditerranéennes, signé à Rabat, au Maroc, le 25 février 2004. L'accord visait à établir une zone de libre-échange entre la Jordanie, la Tunisie, l' Égypte et le Maroc et il a été considéré comme une première étape possible dans la création de la zone de libre-échange euro-méditerranéenne telle qu'envisagée dans le processus de Barcelone. Les deux pays sont également membres fondateurs de la GAFTA, un pacte conclu par la Ligue arabe pour créer un bloc économique arabe complet capable de rivaliser au niveau international.
Le 27 février 2025, le Maroc et l'Égypte ont entamé des discussions pour rééquilibrer leurs échanges commerciaux. Une réunion entre responsables gouvernementaux et opérateurs économiques des deux pays s'est tenue afin d'explorer des solutions visant à diversifier les exportations et à réduire le déficit commercial.